# Fußball in der Türkei

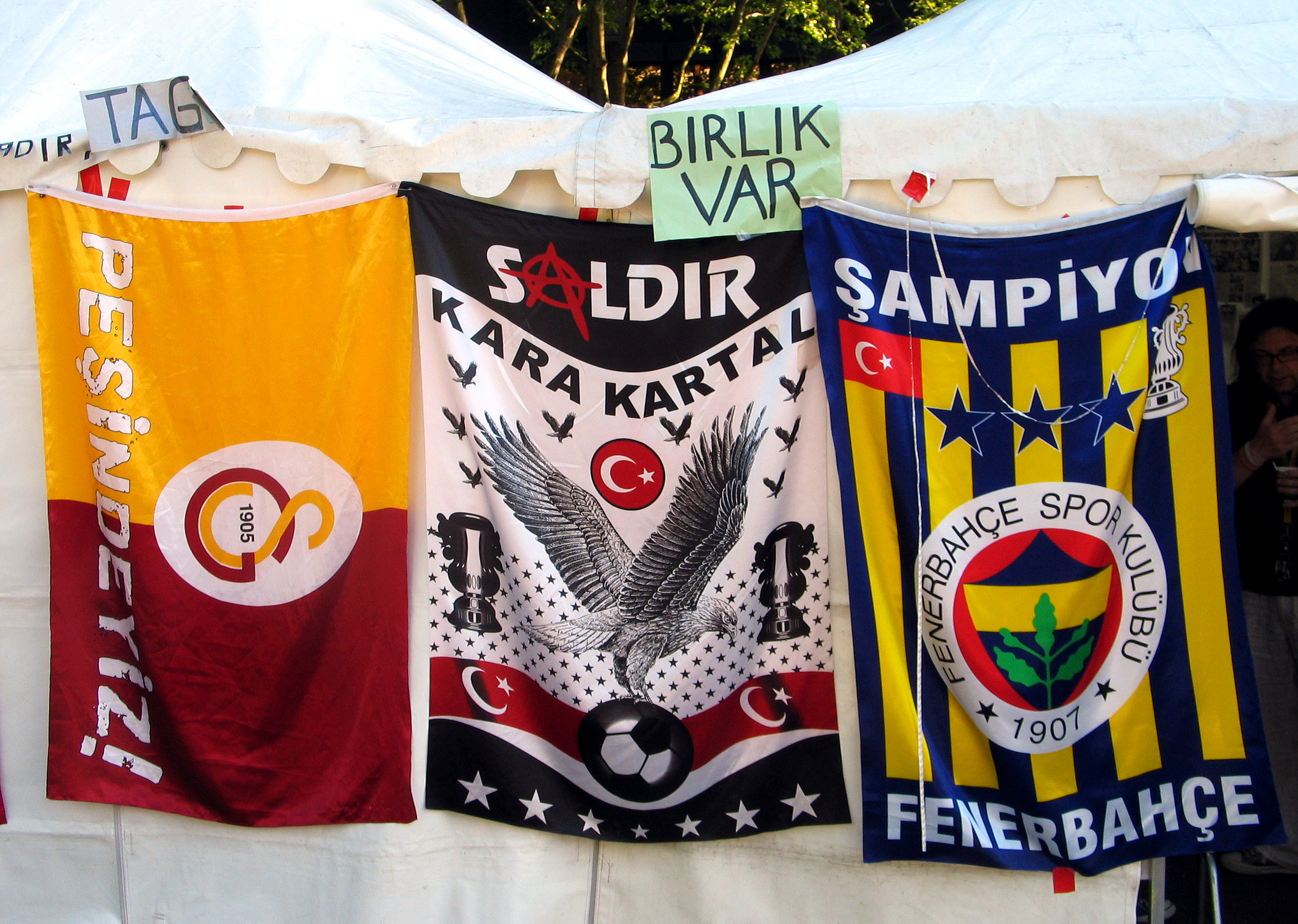
Fahnen der drei Großvereine Istanbuls

Fußball ist die beliebteste Sportart in der Türkei. Der türkische Fußballbund TFF wurde im Jahre 1923 gegründet und seit 1959 werden die professionellen Ligaspiele in der Süper Lig ausgetragen. Die türkische A-Nationalmannschaft feierte ihren größten Erfolg bei der Fußball-Weltmeisterschaft 2002, als sie den 3. Platz erreichte. Den ersten internationalen und europäischen Titel einer türkischen Mannschaft feierte Fenerbahçe mit dem Triumph des Balkanpokals und den ersten UEFA-Wettbewerb-Titel gewannen die U18-Junioren der türkischen Nationalmannschaft mit dem Gewinn der U18-Europameisterschaft 1992. Die meisten Erfolge einer türkischen Vereinsmannschaft feierte Galatasaray im Jahre 2000 mit Gewinn des UEFA-Pokals und des UEFA-Super-Cups.

## Geschichte

### Die ersten Entwicklungen
Der heutzutage im Alltag die Aufmerksamkeit großer Bevölkerungsgruppen auf sich ziehende Fußball wurde in der türkischen Geschichte unter den im mittelasiatischen Raum lebenden Turkvölkern als Tepük (alttürkisch für: Tritt bzw. Fußtritt) sehr bekannt und war ein beliebtes Spiel. Tepük als Spiel fand als erstes seinen Platz in der türkischen Geschichte. Den Höhepunkt erreichte Tepük, als es an die in den europäischen Staaten geltenden Regeln angepasst wurde und seitdem unter dem modernen Namen Futbol gespielt wird.
Im Gegensatz zu Tepük erlangte das moderne Fußballspiel in der Türkei unter den Türken einen genau umgekehrten Einzug in die türkische Geschichte. Kurz vor Ende des damaligen Osmanischen Reiches war der Sultan strikt dagegen, dass Jugendliche oder Erwachsene sich trafen und an vereinsähnlichen Aktivitäten teilnahmen. Das war nur den damals in der Türkei lebenden Ausländern erlaubt, sehr zum Leidwesen der türkischen Fußballfans. Deshalb waren die ersten Fußballspieler Ausländer oder Muslime anderer Länder. Sie gründeten auch die ersten Fußballclubs in der Türkei.
Die 1890 in Izmir lebenden und mit Wirtschaft beschäftigten englischen Familien Giraud Whittal und Charnaud hatten in ihrer Freizeit Fußball gespielt und waren die Vorreiter des türkischen Fußballs. Gleich darauf wurde um 1895 von den in Istanbul lebenden Fußballbegeisterten Engländern unter der Schirmherrschaft des englischen Anwalts Henry Pears und James Lafontaine die erste Fußballmannschaft unter dem Namen F.C.WIEN gegründet.
Trotz der Verbote gründeten der damalige Matrosenlehrling Fuat Hüsnü (Kayacan) und der damals im Außenministerium tätige Reşat Bey (Dalyan) 1899 den Fußballclub der Black Stocking (Schwarze Socken) und 1901 den ersten türkischen Fußballclub, dessen Mannschaft erstmals aus Türken bestand und Kadiköy Futbol Club hieß. Die Spieler hießen Fuat Hüsnü, Reşat, Kemani, Fahri, Nurettin, Hafiz Mehmet, F. Mustafa, Emcet, Tamburinspieler Osman Pehlivan und Sevki.
Black Stocking verlor sein erstes Spiel gegen die byzantinische Mannschaft Kadiköy Rum (griechisch) mit 1:5. Erst als das Spiel zu Ende war, bemerkten die Palastwächter, dass die Mannschaft von Black Stocking Türken waren. Da es ihnen verboten war, Fußball zu spielen, wurden sie festgenommen und anschließend verbannt. Die Mannschaft existierte damit nicht mehr. Nur Fuat Hüsnü gelang es zu entkommen, er spielte später unter dem Decknamen Bobby in der englischen Fußballmannschaft Kadiköy F.C unbemerkt weiter.
1902 wurde unter der Schirmherrschaft von Mr. James Lafontaine und Mr. Horace Armitage die erste offizielle Mannschaft in der Türkei in Kadiköy von Engländern und Griechen gegründet und hieß Cadikoey Football Club (Kadiköy Futbol Club). Bald darauf wurde von den Engländern die Moda F.C. und von den Griechen die Elpis F.C., und Imogene F.C. die den Namen der englischen Botschaftsyacht trug, gegründet. Somit existierten im Jahre 1904 in Istanbul vier Fußballmannschaften. Im gleichen Jahr fanden in Izmir die ersten Ligaspiele statt. In Istanbul gründeten die vier Fußballclubs mit James Lafontaine als Präsidenten die Istanbul Futbol Liga und vereinbarten immer Sonntags zu spielen. Deshalb wurde sie auch Sonntags-Liga genannt. Aus diesem Anlass hat Mr. Henry Pears einen wertvollen Silber-Pokal aus England einführen lassen, um den Pokal nach 10 Jahren an den Ligabesten zu geben. Die Ligaspiele wurden auf dem Platz des heutigen Fenerbahçe-Stadions, der damals Papazın Çayırı (dt.: Priester-Wiese) hieß, gespielt.

### Die ersten Ligaspiele
Die ersten Zuschauer der Sonntags-Ligaspiele waren zum größten Teil Engländer und Griechen. Nur wenige Türken befanden sich unter ihnen. Mit der Zeit wurde das Fußballspiel vom Gesetz her und von Sultan Abdülhamid II. jedoch lockerer gesehen. Dadurch ermutigt wurden neue türkische Fußballclubs in İzmir und İstanbul gegründet.
Von den Schülern des Galatasaray Sultans Kolleg wurde 1905 eine Mannschaft ohne Clubnamen gegründet. Zu den Spielern gehörten Ali Sami (Yen), Asım Tevfik (Sonumut), Emin Bülent (Serdaroğlu), Bekir (Sitki), Nikolof (Kaptan), Tahsin Nahit und Abidin Daver. Da es sich um Schüler des Galatasaray-Gymnasiums handelte, tauften die Zuschauer die Mannschaft in Galatasaray Istanbul.
Nach der Gründung von Galatasaray Istanbul wurde in Kadıköy vom Saint Joseph Kolleg der Türkischlehrer Ender, Hintli Asaf (der Inder), Nurizade Ziya, Galip, Nasuhi, Şevkati, Elkatipzade Mustafa und sein Bruder Haldun, Hakkı Saffet, Ayetullah, Hasan und Hüseyin Bey ein neuer Fußballclub gegründet. So entstand 1907 der Fenerbahçe Istanbul.
Etwa ein Jahr später wurden mit der Bekanntgabe der 2. Konstitutionellen Regierungsperiode Vefa Istanbul und Beykozspor gegründet, womit sich der türkische Fußball seine Existenz sicherte. Der 1903 gegründete Beşiktaş Gymnastik Club nahm im Jahre 1915 den Beşiktaş Istanbul in seine Aktivitäten auf und hatte damit einen neuen Fußballclub geschaffen. 1912 wurde durch den Fenerbahçe, Türk İdman Ocaği und andere Organisationen die Freitagsliga gegründet. Wegen des Balkankrieges konnte sie ihren Betrieb erst 1915 aufnehmen. Die Gründung der Freitagsliga zog das Interesse der Sonntagsligisten auf sich. Mit Beginn des Ersten Weltkrieges löste sich die Sonntagsliga auf, worauf sich die türkischen Fußballclubs in Gruppen teilten und die İstanbul Fußballvereinigungsliga und die İstanbul Champions-Liga gegründeten. 1915/1916 wurden diese beiden Ligen vereint und in der Freitagsliga neu organisiert. 1918 wurden von dem aus Beşiktaş stammenden Şeref Bey die Freitagsliga und die Türk İdman Birliği Liga vereint.
In der Entwicklungsphase des türkischen Fußballs wurde sehr hart gespielt, da die Regeln nicht genug bekannt waren. So wurden beispielsweise sehr hohe Bälle geschlagen, ein Gruppenangriff auf den Torwart gestartet und gegnerische Spieler durch offensichtliches Beinstellen zu Fall gebracht; dies galt als Erfolg. Die Schiedsrichter kannten in dieser Zeit die Regeln kaum. Die Spiele fanden meistens ohne Seitenschiedsrichter statt oder es wurde einem Fußballfan ein weißes Tuch in die Hand gedrückt, der dann die Aufgaben des Seitenschiedsrichters übernahm. Sowohl die Fußballplätze als auch die Spielgeräte entsprachen in keiner Weise den Regeln. Mit der Zeit aber wurde das technische Spielverständnis immer wichtiger. Die türkische Nationalmannschaft hatte in dieser Zeit ihre erste ausländische Begegnung und spielte gegen die Nationalelf der Rumänen 2:2 unentschieden.
Etwas später spielte die rumänische Nationalelf gegen Galatasaray Istanbul und verlor 4:7. Im Jahre 1921 hatten die Istanbuler Auswahlmannschaften gegen mehrere mitteleuropäische Fußballclubs gespielt und dabei fiel deutlich auf, dass das Fußballspiel in der Türkei weit hinter dem europäischen Fußball zurücklag. Diese Amateurbegegnungen waren für den türkischen Fußball sehr lehrreich.

### Gründung des Fußball-Verbandes und der Süper Lig

Logo des Fußballverbandes

In der Gründungsphase der türkischen Republik wurden für den türkischen Fußball viele wichtige Entscheidungen getroffen. So wurde 1922 durch die Gründung der Liga „Türkiye İdman Cemiyeti İttifakı“ ein Wendepunkt erreicht und 1923 die „Türkiye Futbol Federasyonu“ (Fußballföderation der Türkei) gegründet. Sie wurde im gleichen Jahr als Mitglied in die FIFA aufgenommen. Somit errang der türkische Fußball im ganzen Land eine große Bekanntheit und wurde dabei immer wirtschaftlicher. Die beiden Istanbuler Amateurligen spielten bis 1952, danach fanden die Istanbul professionelle Ligaspiele statt. Im Jahre 1959 wurde dann die erste türkische Profiliga, die Süper Lig, gegründet. Diese Liga wird seitdem landesweit mit 18 Mannschaften in der höchsten Spielklasse ausgespielt.

### Manipulationsskandal in der Saison 2010/2011
In der Saison 2010/2011 gab es in der Türkei einen angeblichen Betrugsskandal im Profifußball. Im Laufe der Ermittlungen wurden auch gegen Vereinsfunktionäre zuerst Haftstrafen verhängt, insgesamt mussten sich 93 Angeklagte vor Gericht verantworten. Doch am 6. November 2020 wurden alle Angeklagten vom obersten Strafgericht im Falle der Spielmanipulations-Affäre in allen Belangen freigesprochen. In der damaligen Saison hatte sich Fenerbahçe den Titel am letzten Spieltag gegen Sivasspor gesichert. Diese Partie war den Ermittlungen zufolge manipuliert gewesen. Da der Verdacht der Spielmanipulation ausreichte, reagierte die UEFA, indem sie die beteiligten Clubs zeitweise von der Teilnahme am Europacup ausschloss.

### Einflussnahme durch die Politik seit 2014
Während der Präsidentschaft von Recep Tayyip Erdoğan seit 2014 hat dieser den türkischen Fußball immer enger an die Regierung und an seine Partei AKP angebunden. Der Fußballverband ist eng mit der Regierung verbunden, und die Vereine gehören meist regierungsnahen Bauunternehmern, die sich von der Nähe zur Regierung Kontakte und Staatsaufträge versprechen.
Präsident Erdoğan ließ während seiner Amtszeit bisher 42 Fußballstadien bauen, in denen er sich auch gerne als Spieler und Torschütze inszeniert. Das staatliche türkische Fernsehen begleitet die Spiele der Nationalmannschaft mit kriegerisch-nationalistischer Rhetorik. Dabei achtet die Regierung darauf, dass der Fußball nicht zur Keimzelle einer Oppositionsbewegung wird: Den Fans sind in den Stadien politische Parolen verboten, was mit Gesichtserkennung überwacht wird.

## Profifußball

### Süper Lig
Die höchste türkische Spielklasse ist die Süper Lig, bei der üblicherweise 18 Mannschaften um die Meisterschaft spielen. Seit Gründung der Liga schafften es bislang nur sechs Vereine die Meisterschaft zu erobern: die drei Istanbuler-Topklubs Galatasaray Istanbul (24 Meistertitel), Fenerbahçe Istanbul (19 Meistertitel) und Beşiktaş Istanbul (16), Trabzonspor (6), das zwischen 1976 und 1984 ihre erfolgreichsten Jahre feiern konnte, sowie Bursaspor (1) und schließlich Istanbul Başaksehir im Jahr 2020.
Aufgrund ihrer langjährigen Überlegenheit in der türkischen Meisterschaft werden Galatasaray, Fenerbahçe und Beşiktaş auch als die „3 Großen“ bezeichnet. Ergänzt durch Trabzonspor, das in den letzten Jahrzehnten ebenfalls fast immer in der Ligaspitze mitspielte, spricht man von den „4 Großen“. Diese vier Vereine haben auch traditionell die größte Anhängerschaft aller türkischen Vereinsmannschaften.
Momentan liegt die Türkei auf Rang 10 der UEFA-Fünfjahreswertung. Dadurch qualifiziert sich der Meister direkt für die UEFA Champions League. Der Zweitplatzierte spielt in den Play-offs um den Einzug in die „Königsklasse“. Tabellendritter und -vierter qualifizieren sich für die Qualifikation UEFA Europa League. Der Pokalsieger erhält einen Platz in der Gruppenphase.
Mit 249 Toren ist Hakan Şükür Rekordtorschütze der Liga, die meisten Spiele (515) kann Umut Bulut vorweisen. Der Trainer, der am häufigsten den Meistertitel erringen konnte, ist Fatih Terim mit sieben Meisterschaften.

### Ligen-System der TFF
| Stufe | Stufe | Liga/Division(en)                                                           | Liga/Division(en)                                                           | Liga/Division(en)                                                           | Liga/Division(en)                                                           | Liga/Division(en)                                                           | Liga/Division(en)                                                           | Liga/Division(en)                                                           | Liga/Division(en)                                                           | Liga/Division(en)                                                           | Liga/Division(en)                                                           | Liga/Division(en)                                                           | Liga/Division(en)                                                           | Liga/Division(en)                                                           | Liga/Division(en)                                                           | Liga/Division(en)                                                           | Liga/Division(en)                                                           | Liga/Division(en)                                                           | Liga/Division(en)                                                           | Liga/Division(en)                                                           | Liga/Division(en)                                                           | Liga/Division(en)                                                           | Liga/Division(en)                                                           | Liga/Division(en)                                                           | Liga/Division(en)                                                           |
| 1     | 1     | Süper Lig 18 Vereine                                                        | Süper Lig 18 Vereine                                                        | Süper Lig 18 Vereine                                                        | Süper Lig 18 Vereine                                                        | Süper Lig 18 Vereine                                                        | Süper Lig 18 Vereine                                                        | Süper Lig 18 Vereine                                                        | Süper Lig 18 Vereine                                                        | Süper Lig 18 Vereine                                                        | Süper Lig 18 Vereine                                                        | Süper Lig 18 Vereine                                                        | Süper Lig 18 Vereine                                                        | Süper Lig 18 Vereine                                                        | Süper Lig 18 Vereine                                                        | Süper Lig 18 Vereine                                                        | Süper Lig 18 Vereine                                                        | Süper Lig 18 Vereine                                                        | Süper Lig 18 Vereine                                                        | Süper Lig 18 Vereine                                                        | Süper Lig 18 Vereine                                                        | Süper Lig 18 Vereine                                                        | Süper Lig 18 Vereine                                                        | Süper Lig 18 Vereine                                                        | Süper Lig 18 Vereine                                                        |
| 2     | 2     | TFF 1. Lig 18 Vereine                                                       | TFF 1. Lig 18 Vereine                                                       | TFF 1. Lig 18 Vereine                                                       | TFF 1. Lig 18 Vereine                                                       | TFF 1. Lig 18 Vereine                                                       | TFF 1. Lig 18 Vereine                                                       | TFF 1. Lig 18 Vereine                                                       | TFF 1. Lig 18 Vereine                                                       | TFF 1. Lig 18 Vereine                                                       | TFF 1. Lig 18 Vereine                                                       | TFF 1. Lig 18 Vereine                                                       | TFF 1. Lig 18 Vereine                                                       | TFF 1. Lig 18 Vereine                                                       | TFF 1. Lig 18 Vereine                                                       | TFF 1. Lig 18 Vereine                                                       | TFF 1. Lig 18 Vereine                                                       | TFF 1. Lig 18 Vereine                                                       | TFF 1. Lig 18 Vereine                                                       | TFF 1. Lig 18 Vereine                                                       | TFF 1. Lig 18 Vereine                                                       | TFF 1. Lig 18 Vereine                                                       | TFF 1. Lig 18 Vereine                                                       | TFF 1. Lig 18 Vereine                                                       | TFF 1. Lig 18 Vereine                                                       |
| 3     | 3     | Türkiye Futbol Federasyonu 2. Lig Kirmizi Grup 18 Vereine                   | Türkiye Futbol Federasyonu 2. Lig Kirmizi Grup 18 Vereine                   | Türkiye Futbol Federasyonu 2. Lig Kirmizi Grup 18 Vereine                   | Türkiye Futbol Federasyonu 2. Lig Kirmizi Grup 18 Vereine                   | Türkiye Futbol Federasyonu 2. Lig Kirmizi Grup 18 Vereine                   | Türkiye Futbol Federasyonu 2. Lig Kirmizi Grup 18 Vereine                   | Türkiye Futbol Federasyonu 2. Lig Kirmizi Grup 18 Vereine                   | Türkiye Futbol Federasyonu 2. Lig Kirmizi Grup 18 Vereine                   | Türkiye Futbol Federasyonu 2. Lig Kirmizi Grup 18 Vereine                   | Türkiye Futbol Federasyonu 2. Lig Kirmizi Grup 18 Vereine                   | Türkiye Futbol Federasyonu 2. Lig Kirmizi Grup 18 Vereine                   | Türkiye Futbol Federasyonu 2. Lig Kirmizi Grup 18 Vereine                   | Türkiye Futbol Federasyonu 2. Lig Beyaz Grup 18 Vereine                     | Türkiye Futbol Federasyonu 2. Lig Beyaz Grup 18 Vereine                     | Türkiye Futbol Federasyonu 2. Lig Beyaz Grup 18 Vereine                     | Türkiye Futbol Federasyonu 2. Lig Beyaz Grup 18 Vereine                     | Türkiye Futbol Federasyonu 2. Lig Beyaz Grup 18 Vereine                     | Türkiye Futbol Federasyonu 2. Lig Beyaz Grup 18 Vereine                     | Türkiye Futbol Federasyonu 2. Lig Beyaz Grup 18 Vereine                     | Türkiye Futbol Federasyonu 2. Lig Beyaz Grup 18 Vereine                     | Türkiye Futbol Federasyonu 2. Lig Beyaz Grup 18 Vereine                     | Türkiye Futbol Federasyonu 2. Lig Beyaz Grup 18 Vereine                     | Türkiye Futbol Federasyonu 2. Lig Beyaz Grup 18 Vereine                     | Türkiye Futbol Federasyonu 2. Lig Beyaz Grup 18 Vereine                     |
| 4     | 4     | Türkiye Futbol Federasyonu 3. Lig 1. Grup 18 Vereine                        | Türkiye Futbol Federasyonu 3. Lig 1. Grup 18 Vereine                        | Türkiye Futbol Federasyonu 3. Lig 1. Grup 18 Vereine                        | Türkiye Futbol Federasyonu 3. Lig 1. Grup 18 Vereine                        | Türkiye Futbol Federasyonu 3. Lig 1. Grup 18 Vereine                        | Türkiye Futbol Federasyonu 3. Lig 1. Grup 18 Vereine                        | Türkiye Futbol Federasyonu 3. Lig 1. Grup 18 Vereine                        | Türkiye Futbol Federasyonu 3. Lig 1. Grup 18 Vereine                        | Türkiye Futbol Federasyonu 3. Lig 2. Grup 18 Vereine                        | Türkiye Futbol Federasyonu 3. Lig 2. Grup 18 Vereine                        | Türkiye Futbol Federasyonu 3. Lig 2. Grup 18 Vereine                        | Türkiye Futbol Federasyonu 3. Lig 2. Grup 18 Vereine                        | Türkiye Futbol Federasyonu 3. Lig 2. Grup 18 Vereine                        | Türkiye Futbol Federasyonu 3. Lig 2. Grup 18 Vereine                        | Türkiye Futbol Federasyonu 3. Lig 2. Grup 18 Vereine                        | Türkiye Futbol Federasyonu 3. Lig 2. Grup 18 Vereine                        | Türkiye Futbol Federasyonu 3. Lig 3. Grup 18 Vereine                        | Türkiye Futbol Federasyonu 3. Lig 3. Grup 18 Vereine                        | Türkiye Futbol Federasyonu 3. Lig 3. Grup 18 Vereine                        | Türkiye Futbol Federasyonu 3. Lig 3. Grup 18 Vereine                        | Türkiye Futbol Federasyonu 3. Lig 3. Grup 18 Vereine                        | Türkiye Futbol Federasyonu 3. Lig 3. Grup 18 Vereine                        | Türkiye Futbol Federasyonu 3. Lig 3. Grup 18 Vereine                        | Türkiye Futbol Federasyonu 3. Lig 3. Grup 18 Vereine                        |
| 5     | 5     | Bölgesel Amatör Lig 1. Grup 10 Vereine                                      | Bölgesel Amatör Lig 1. Grup 10 Vereine                                      | Bölgesel Amatör Lig 2. Grup 10 Vereine                                      | Bölgesel Amatör Lig 2. Grup 10 Vereine                                      | Bölgesel Amatör Lig 3. Grup 12 Vereine                                      | Bölgesel Amatör Lig 3. Grup 12 Vereine                                      | Bölgesel Amatör Lig 4. Grup 11 Vereine                                      | Bölgesel Amatör Lig 4. Grup 11 Vereine                                      | Bölgesel Amatör Lig 5. Grup 12 Vereine                                      | Bölgesel Amatör Lig 5. Grup 12 Vereine                                      | Bölgesel Amatör Lig 6. Grup 12 Vereine                                      | Bölgesel Amatör Lig 6. Grup 12 Vereine                                      | Bölgesel Amatör Lig 7. Grup 12 Vereine                                      | Bölgesel Amatör Lig 7. Grup 12 Vereine                                      | Bölgesel Amatör Lig 8. Grup 13 Vereine                                      | Bölgesel Amatör Lig 8. Grup 13 Vereine                                      | Bölgesel Amatör Lig 9. Grup 13 Vereine                                      | Bölgesel Amatör Lig 9. Grup 13 Vereine                                      | Bölgesel Amatör Lig 10. Grup 12 Vereine                                     | Bölgesel Amatör Lig 10. Grup 12 Vereine                                     | Bölgesel Amatör Lig 11. Grup 14 Vereine                                     | Bölgesel Amatör Lig 11. Grup 14 Vereine                                     | Bölgesel Amatör Lig 12. Grup 12 Vereine                                     | Bölgesel Amatör Lig 12. Grup 12 Vereine                                     |
| 6-8   | 6-8   | Ligen auf provinzieller Ebene. Jede Provinz hat mindestens eine eigene Liga | Ligen auf provinzieller Ebene. Jede Provinz hat mindestens eine eigene Liga | Ligen auf provinzieller Ebene. Jede Provinz hat mindestens eine eigene Liga | Ligen auf provinzieller Ebene. Jede Provinz hat mindestens eine eigene Liga | Ligen auf provinzieller Ebene. Jede Provinz hat mindestens eine eigene Liga | Ligen auf provinzieller Ebene. Jede Provinz hat mindestens eine eigene Liga | Ligen auf provinzieller Ebene. Jede Provinz hat mindestens eine eigene Liga | Ligen auf provinzieller Ebene. Jede Provinz hat mindestens eine eigene Liga | Ligen auf provinzieller Ebene. Jede Provinz hat mindestens eine eigene Liga | Ligen auf provinzieller Ebene. Jede Provinz hat mindestens eine eigene Liga | Ligen auf provinzieller Ebene. Jede Provinz hat mindestens eine eigene Liga | Ligen auf provinzieller Ebene. Jede Provinz hat mindestens eine eigene Liga | Ligen auf provinzieller Ebene. Jede Provinz hat mindestens eine eigene Liga | Ligen auf provinzieller Ebene. Jede Provinz hat mindestens eine eigene Liga | Ligen auf provinzieller Ebene. Jede Provinz hat mindestens eine eigene Liga | Ligen auf provinzieller Ebene. Jede Provinz hat mindestens eine eigene Liga | Ligen auf provinzieller Ebene. Jede Provinz hat mindestens eine eigene Liga | Ligen auf provinzieller Ebene. Jede Provinz hat mindestens eine eigene Liga | Ligen auf provinzieller Ebene. Jede Provinz hat mindestens eine eigene Liga | Ligen auf provinzieller Ebene. Jede Provinz hat mindestens eine eigene Liga | Ligen auf provinzieller Ebene. Jede Provinz hat mindestens eine eigene Liga | Ligen auf provinzieller Ebene. Jede Provinz hat mindestens eine eigene Liga | Ligen auf provinzieller Ebene. Jede Provinz hat mindestens eine eigene Liga | Ligen auf provinzieller Ebene. Jede Provinz hat mindestens eine eigene Liga |

## Die Türkischen Pokalwettbewerbe

### Türkiye Kupası
Der Ziraat Türkiye Kupası ist der nationale Pokalbewerb der Türkei, welcher seit 1962 ausgespielt wird. Der Pokalsieger qualifiziert sich als dritter Vertreter für die UEFA Europa League und bestreitet gegen den türkischen Meister das Finalspiel um den türkischen Supercup. Rekordpokalsieger ist mit 18 Titeln Galatasaray Istanbul, gefolgt von Beşiktaş Istanbul (9), Trabzonspor (9) und Fenerbahçe Istanbul (7).

### TFF Süper Kupa
Der TFF Süper Kupa (deutsch TFF Superpokal) ist der zweite offizielle türkische Pokalwettbewerb, der einmal im Jahr ausgetragen wird. Das Spiel zwischen dem Meister der vergangenen Saison und dem Pokalsieger oder Pokalfinalist findet vor Beginn der neuen Saison in sich abwechselnden Spielstätten statt. Zum ersten Mal fand er 1966 unter dem Namen Cumhurbaşkanlığı Kupası statt. Nach einer Namensänderung im Jahre 1980 (in Devlet Başkanlığı Kupası), die sich für zwei Saisonen hielt, wurde auf den ursprünglichen Namen zurückgegriffen. Der Wettbewerb wird nun (kein Wettbewerb zwischen 1996 und 2005) unter dem aktuellen Namen ausgetragen und bislang fanden drei Endspiele in Deutschland (Frankfurt am Main, Köln, Duisburg) statt. Rekordsieger ist Galatasaray Istanbul mit 16 gewonnenen Titeln.

## Europapokale

### Champions League
Seit 1997 ist eine türkische Mannschaft ununterbrochen in der Champions League dabei. Für die stärksten Auftritte einer türkischen Mannschaft in diesem Wettbewerb sorgte Galatasaray. Die Istanbuler zählen mit 20 Champions-League-Teilnahmen zu den am häufigsten vertretenen Mannschaften in der Königsklasse. Ihren ersten großen Erfolg feierten sie in der Saison 1988/89, als sie überraschenderweise das Halbfinale erreichten. Besonders bemerkenswert war das Viertelfinale, als sie sich dem damaligen Spitzenverein Neuchâtel Xamax in der Schweiz mit 0:3 geschlagen geben mussten und durch einen 5:0-Kantersieg in der türkischen Heimat das Hinspielresultat doch noch wettmachen konnten. Im Halbfinale scheiterten sie dann an Steaua Bukarest mit 1:1 und 1:4. In der Saison 2000/01 sorgten sie als amtierender UEFA-Cup-Sieger für Furore. Nachdem sie die Gruppenphase mit SK Sturm Graz, den Glasgow Rangers und dem AS Monaco überstanden hatten, erreichten sie die 2. Gruppenphase der Champions-League. Dort konnten sie vor heimischer Kulisse durch starke Auftritte gegen AC Mailand, Deportivo La Coruña und Paris Saint-Germain sensationell das Viertelfinale erreichen. Auch dort stellten sie ihre Heimstärke unter Beweis und gewannen gegen den Favoriten Real Madrid mit 3:2, schieden aber im Rückspiel mit 0:3 aus. Zuvor stellte die Mannschaft im Jahre 2000 einen Rekord auf: Sie gewannen 11 von 15 Spielen in der Königsklasse. In der Saison 2012/13 konnte Galatasaray erneut das Viertelfinale erreichen. Nach einem zweiten Gruppenplatz konnte man sich im Achtelfinale gegen Schalke 04 mit einem Gesamtergebnis von 4:3 durchsetzen. Im Viertelfinale hatte man es erneut mit Real Madrid zu tun. Im Hinspiel unterlag man mit 0:3, das Rückspiel in Istanbul gewann Gala mit 3:2.
Fenerbahçe Istanbul konnte in der Saison 2007/08 ebenfalls einen Erfolg in der Champions League verzeichnen. Der Klub erreichte in der Gruppenphase hinter Inter Mailand den zweiten Platz und qualifizierte sich so für das Achtelfinale. Hier bezwang man den FC Sevilla im Elfmeterschießen. Nach dem Viertelfinal-Hinspielsieg war dann in der Rückspielniederlage gegen den FC Chelsea Schluss, in der Fenerbahçe-Vereinsgeschichte bisher der größte Erfolg in der UEFA Champions League.
Für die beste Leistung einer türkischen Mannschaft in der Gruppenphase sorgte Beşiktaş in der Saison 2017/18, als man ungeschlagen den Gruppensieg erreichen konnte, was gleich zwei Rekorde für den türkischen Vereinsfußball bedeutete.

### Europapokal der Pokalsieger
Der Europapokal der Pokalsieger wurde von der UEFA zwischen 1960 und 1999 organisiert und war der zweithöchste europäische Fußballpokal der UEFA. In diesem Europapokal-Turnier war der größte Erfolg von türkischen Mannschaften das Erreichen des Viertelfinales. Fenerbahçe war in der Saison 1963/64 die erste türkische Mannschaft die das Viertelfinale erreichte und schied dort im Entscheidungsspiel gegen den späteren Turnierfinalisten MTK Budapest aus. Später erreichten Göztepe Izmir (1969/70), Bursaspor (1974/75) und auch Galatasaray (1991/92) das Viertelfinale des Turniers, dabei schieden Bursaspor und Galatasaray auch gegen die späteren Turnierfinalisten aus.

### UEFA-Pokal / Europa League
Als bislang einzige Mannschaft aus der Türkei gewann Galatasaray Istanbul im Jahre 2000 den UEFA-Pokal (heute Europa League). Nach einem mäßigen Auftritt in der Champions League, qualifizierten sich die Istanbuler als Gruppendritter bzw. Champions-League-Absteiger für die 3. Runde des UEFA-Pokals. Dort gelangen Galatasaray Siege gegen FC Bologna, Borussia Dortmund, RCD Mallorca und Leeds United, womit sie erstmals das Finale erreichen konnten. Dort spielten sie 120 Minuten lang gegen den Favoriten und anderen Champions-League-Absteiger Arsenal London mit 0:0, bis sie im Anschluss das Elfmeterschießen mit 4:1 gewannen und die Sieger-Trophäe für sich behaupten konnten. Damit gingen sie in die Geschichte des Europapokals ein, wovon sie von der UEFA-Reglement-Reformierung profitierten. Galatasaray wurde der erste UEFA-Pokalsieger eines (Champions-League-)Absteigers.
Auch Beşiktaş konnte in der Saison 2002/03 im UEFA-Pokal überzeugen: Nach Siegen gegen FK Sarajevo, Deportivo Alavés, Dynamo Kiew und Sparta Prag, erreichten sie erstmals das Viertelfinale. Woraufhin Beşiktaş nach zwei Niederlagen gegen Lazio Rom ausschied. In der Saison 2016/17 konnte Beşiktaş erneut das Viertelfinale erreichen, jedoch schied man gegen Olympique Lyon im Elfmeterschießen aus.
Für Überraschungen von türkischen Underdogs sorgten Denizlispor in der Saison 2002/03 und Gençlerbirliği Ankara in der Saison 2003/04: Denizlispor bezwangen mehrere Erstligisten FC Lorient, Sparta Prag und den Champions-League-Absteiger Olympique Lyon. Daraus resultierend erreichten sie das Achtelfinale und schieden dort gegen späteren Turniersieger FC Porto aus. In der Saison 2003/04 bezwang Gençlerbirliği Ankara die Favoriten Blackburn Rovers, Sporting Lissabon und AC Parma im UEFA-Pokal und erreichten auch das Achtelfinale. Dort besiegten sie den späteren Turniersieger FC Valencia im Hinspiel mit 1:0, schieden aber im Rückspiel in der Verlängerung in Unterzahl und nach Silver Goal des Gegners aus.
Als weiterer türkische Verein erreichte Istanbul Başakşehir FK auch das Achtelfinale und zwar in der Saison 2019/20, indem sie auf dem Weg ins Achtelfinale in der Gruppenphase in einer Gruppe mit AS Rom und Borussia Mönchengladbach als Gruppensieger behaupteten und im Sechzehntelfinale Sporting Lissabon bezwangen. Fenerbahçe erreichte in der Saison 2012/13 gar das Halbfinale der Europa League. Nach einem 1:0-Hinspielsieg gegen Benfica Lissabon verlor man das Rückspiel in Portugal mit 3:1 und schied im Gesamtergebnis mit 3:2 aus, trotz zwischenzeitlichem Ausgleichs. Somit blieb es einer weiteren türkischen Vereinsmannschaft ein UEFA-Pokal- bzw. Europa-League-Finale knapp vergönnt.

### UEFA Conference League
Die ersten Achtungserfolge in der UEFA Conference League erreichten Istanbul Başakşehir FK und Sivasspor in der Saison 2022/23, indem sie als Gruppensieger der Gruppenphase vor AC Florenz beziehungsweise CFR Cluj behaupteten und sich direkt für das Achtelfinale qualifizierten und schieden erst dort aus, wobei Sivasspor später im Achtelfinale gar gegen den späteren Turnierfinalisten AC Florenz ausschied. In der Saison 2023/24 übertraf Fenerbahçe Istanbul die Leistungen der anderen türkischen Vereinsmannschaften aus der Vorsaison und erreichten als Gruppensieger, auch direkt das Achtelfinale und daraufhin als erste türkische Vereinsmannschaft das Viertelfinale der Conference League und schieden dort erst im Elfmeterschießen des Rückspiels gegen den späteren Turniersieger Olympiakos Piräus aus.

### UEFA-Supercup
Galatasaray Istanbul konnte im Jahre 2000 den UEFA Super Cup gewinnen. Sie bezwangen den damaligen Champions-League-Sieger Real Madrid mit 2:1 in der Verlängerung durch ein Golden Goal und holten damit ihren zweiten europäischen Pokal. Damit ging Galatasaray Istanbul erneut in die Geschichte des Europapokals ein. Sie wurden der erste Verein der als UEFA-Pokalsieger das UEFA-Super-Cup-Finale antraten und gewannen, wobei sie erneut von einer UEFA-Reglement-Reformierung profitierten, nachdem das Turnier des Europapokals der Pokalsieger 1999 abgeschafft worden war. Nebenbei war Galatasaray auch die einzige Mannschaft der den UEFA Super Cup durch ein Golden Goal gewannen.

### Sonstiges und europäische Vereins-Pokale
Neben Galatasaray Istanbul ist Kayserispor die einzige weitere türkische Vereinsmannschaft, die einen UEFA-Europapokaltitel der UEFA errang. Kayserispor beendete die letzte Runde des UEFA Intertoto Cups 2006 neben anderen Vereinsmannschaften als Sieger, womit sie in die historische Siegertitelliste des UEFA Intertoto Cups eingetragen wurden. Damit ist Kayserispor die erste und einzige türkische Vereinsmannschaft, die den UEFA-Intertoto-Cup gewannen. Davon abgesehen erreichten Fenerbahçe Istanbul, Galatasaray Istanbul, İstanbulspor (1997), Samsunspor (1998) und Trabzonspor (1999) keine andere türkische Vereinsmannschaft ein Halbfinale der UEFA-Vereinswettbewerbe.
Im Mai 1968 gewann Fenerbahçe Istanbul als erste türkische Fußballvereinsmannschaft einen internationalen und europäischen Titel mit dem Sieg im Final-Entscheidungsspiel des Balkanpokals der Saison 1966/67. Dieses internationale Turnier wurde von Vertretern aus der Türkei, Griechenland, Bulgarien, Rumänien, Albanien und dem ehemaligen Jugoslawien zwischen 1961 und 1994 ausgespielt. Neben Fenerbahçe gewannen diesen Balkanpokal auch andere türkische Vertreter wie in der Saison 1991/92 Sarıyer SK und 1993/94 Samsunspor. In anderen Europapokal-Turnieren erreichte Göztepe Izmir als einzige türkische Mannschaft das Halbfinale des Messestädte-Pokals und zwar in der Saison 1968/69.

## Statistik
- Siehe auch: Ewige Tabelle des Fußball-Europapokals

Die erste Spalte zeigt die Position der Mannschaften untereinander und die Position in der Ewigen Tabelle der UEFA.
| Rang Türkei/UEFA | Verein                | Teil- nahmen | Spie- le | G  | U  | V  | Torver- hältnis | Tordiffe- renz | Punk- te |
| ---------------- | --------------------- | ------------ | -------- | -- | -- | -- | --------------- | -------------- | -------- |
| 1./31.           | Galatasaray Istanbul  | 42           | 254      | 96 | 66 | 92 | 354:367         | −13            | 354      |
| 2./63.           | Fenerbahçe Istanbul   | 40           | 190      | 67 | 37 | 86 | 237:294         | −57            | 238      |
| 3./70.           | Beşiktaş Istanbul     | 37           | 168      | 62 | 31 | 75 | 210:243         | −33            | 217      |
| 4./103.          | Trabzonspor           | 27           | 105      | 40 | 29 | 36 | 131:140         | −9             | 149      |
| 5./323.          | Göztepe Izmir         | 7            | 30       | 10 | 2  | 18 | 36:49           | −13            | 32       |
| 6./377           | Bursaspor             | 7            | 26       | 6  | 7  | 13 | 27:45           | −18            | 25       |
| 7./383.          | Gaziantepspor         | 4            | 16       | 6  | 6  | 4  | 21:13           | +8             | 24       |
| 8./399.          | Gençlerbirliği Ankara | 4            | 16       | 6  | 4  | 6  | 18:15           | +3             | 22       |
| 9./461.          | Eskişehirspor         | 6            | 18       | 4  | 4  | 10 | 17:31           | −14            | 16       |
| 10./549.         | Denizlispor           | 1            | 8        | 3  | 2  | 3  | 9:12            | −3             | 11       |
| 11./569.         | MKE Ankaragücü        | 5            | 12       | 3  | 1  | 8  | 5:21            | −16            | 10       |
| 12./577.         | Antalyaspor           | 1            | 4        | 3  | 0  | 1  | 9:6             | +3             | 9        |
| 13./597.         | Altay Izmir           | 6            | 12       | 2  | 3  | 7  | 14:32           | −18            | 9        |
| 14./601.         | Kayserispor           | 2            | 6        | 2  | 2  | 2  | 9:7             | +2             | 8        |
| 15./613.         | Kocaelispor           | 3            | 8        | 2  | 2  | 4  | 4:9             | −5             | 8        |
| 16./691.         | Kardemir Karabükspor  | 1            | 4        | 1  | 2  | 1  | 2:2             | ±0             | 5        |
| 17./740.         | Kayseri Erciyesspor   | 1            | 4        | 1  | 1  | 2  | 4:11            | −7             | 4        |
| 18./749.         | Adanaspor             | 3            | 6        | 1  | 1  | 4  | 6:20            | −14            | 4        |
| 19./759.         | İstanbulspor          | 1            | 2        | 1  | 0  | 1  | 4:4             | ±0             | 3        |
| 20./776.         | Malatyaspor           | 1            | 2        | 1  | 0  | 1  | 2:3             | −1             | 3        |
| 21./808.         | Sakaryaspor           | 1            | 4        | 1  | 0  | 3  | 3:7             | −4             | 3        |
| 22./809.         | Orduspor              | 1            | 2        | 1  | 0  | 1  | 2:6             | −4             | 3        |
| 23./875.         | Mersin İdman Yurdu    | 1            | 2        | 0  | 1  | 1  | 0:1             | −1             | 1        |
| 24./967.         | Boluspor              | 1            | 2        | 0  | 0  | 2  | 0:4             | −4             | 0        |

Stand: 8. September 2014

## Die türkische Fußballnationalmannschaft
Die türkische Fußballnationalmannschaft ist die vom Nationaltrainer getroffene Auswahl der besten türkischen Fußballspieler. Sie repräsentiert den Türkischen Fußballverband (TFF) auf internationaler Ebene, zum Beispiel in Freundschaftsspielen gegen die Auswahlmannschaften anderer nationaler Verbände, aber auch bei den Europameisterschaften des europäischen Kontinentalverbandes UEFA oder den Fußball-Weltmeisterschaften der FIFA.
Die größten Erfolge der Türkei waren bislang der 3. Platz bei der Fußball-Weltmeisterschaft 2002 in Japan & Südkorea und der Einzug in das Halbfinale der Fußball-Europameisterschaft 2008 in Österreich und der Schweiz.

### Teilnahme an denFußball-Weltmeisterschaften
| Jahr | Gastgeber          | Ergebnis     | S | U | N | Tore  |
| ---- | ------------------ | ------------ | - | - | - | ----- |
| 1954 | Schweiz            | Gruppenphase | 1 | 0 | 2 | 10:11 |
| 2002 | Japan und Südkorea | Platz 3      | 4 | 1 | 2 | 10:6  |

### Teilnahme an denFußball-Europameisterschaften
- Elfmeterschießen ist als Sieg oder Niederlage gewertet, siehe 2008

| Jahr | Gastgeber                  | Ergebnis      | S | U | N | Tore |
| ---- | -------------------------- | ------------- | - | - | - | ---- |
| 1996 | England                    | Gruppenphase  | 0 | 0 | 3 | 0:5  |
| 2000 | Belgien und Niederlande    | Viertelfinale | 1 | 1 | 2 | 3:4  |
| 2008 | Österreich und Schweiz     | Halbfinale    | 3 | 0 | 2 | 8:9  |
| 2016 | Frankreich                 | Gruppenphase  | 1 | 0 | 2 | 2:4  |
| 2020 | 10 Städte in Europa + Baku | Gruppenphase  | 0 | 0 | 3 | 1:8  |

### Teilnahme amKonföderationen-Pokal
| Jahr | Gastgeber  | Ergebnis | S | U | N | Tore |
| ---- | ---------- | -------- | - | - | - | ---- |
| 2003 | Frankreich | Platz 3  | 2 | 1 | 2 | 8:8  |

## Stadien
Siehe: Kategorie:Fußballstadion in der Türkei

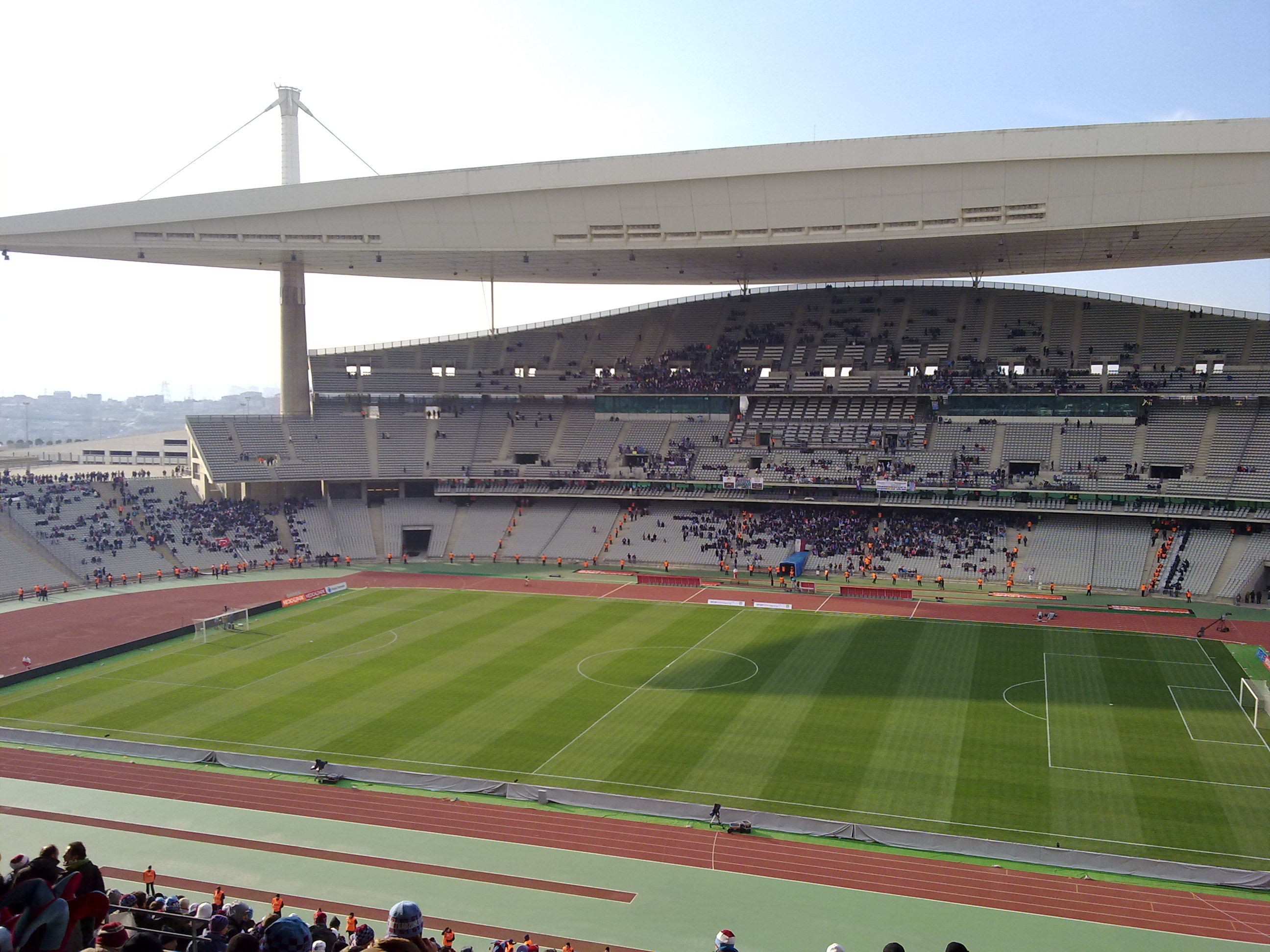
Atatürk-Olympiastadion: Das größte Fußballstadion des Landes

Die größte Spielstätte der Türkei ist das Atatürk-Olympiastadion in Istanbul, welches 76.092 Zuschauer fasst. Das Stadion wurde von der UEFA als Fünfsternestadion ausgezeichnet und ist das achtgrößte Stadion Europas. Damals galt das Stadion als Heimstätte für den türkischen Fußballclub Galatasaray Istanbul, jedoch spielte die Mannschaft aufgrund mangelnder Beliebtheit bei den Fans wieder im Ali-Sami-Yen-Stadion. Galatasaray bestritt wegen der wenigen Plätze im Ali-Sami-Yen-Stadion seine Champions-League-Spiele weiterhin dort, das Stadion wurde auch für Länderspiele der Türkei genutzt. Im Atatürk-Olympiastadion wurden das Champions-League-Finale 2005 zwischen dem FC Liverpool und dem AC Mailand sowie das Champions-League-Finale 2023 zwischen Manchester City und Inter Mailand ausgetragen. Zwischenzeitlich trug auch Beşiktaş Istanbul seine Spiele hier aus.
Zu den (international) bekanntesten türkischen Stadien zählen der Rams Park von Galatasaray, das Şükrü-Saracoğlu-Stadion von Fenerbahçe, der Beşiktaş Park und das Ali-Sami-Yen-Stadion, die alle in Istanbul beheimatet sind. Jedoch wurden bzw. werden im ganzen Land zahlreiche (Erstliga-)Stadien durch neuere und modernere ersetzt, wie zum Beispiel in Trabzon oder Kayseri.